# Чемпионат мира по прыжкам на батуте 2017
32-й чемпионат мира по прыжкам на батуте проходил в Софии, в Болгарии с 9 по 12 ноября 2017 года.

## Медальный зачет
| Место | Страна         | Золото | Серебро | Бронза | Всего |
| ----- | -------------- | ------ | ------- | ------ | ----- |
| 1     | Китай          | 7      | 1       | 1      | 9     |
| 2     | Россия         | 3      | 4       | 2      | 9     |
| 3     | Беларусь       | 2      | 1       | 1      | 4     |
| 4     | Великобритания | 1      | 3       | 3      | 7     |
| 5     | ЮАР            | 1      | 0       | 0      | 1     |
| 6     | Япония         | 0      | 2       | 1      | 3     |
| 7     | США            | 0      | 2       | 0      | 2     |
| 8     | Дания          | 0      | 1       | 1      | 2     |
| 9     | Австралия      | 0      | 0       | 1      | 1     |
| 9     | Канада         | 0      | 0       | 1      | 1     |
| 9     | Франция        | 0      | 0       | 1      | 1     |
| 9     | Португалия     | 0      | 0       | 1      | 1     |
| 9     | Швеция         | 0      | 0       | 1      | 1     |
| Total | Total          | 14     | 14      | 14     | 42    |

## Результаты
| Дисциплина                             | Золото                                                                              | Серебро                                                                | Бронза                                                                 |
| -------------------------------------- | ----------------------------------------------------------------------------------- | ---------------------------------------------------------------------- | ---------------------------------------------------------------------- |
| Мужчины                                |                                                                                     |                                                                        |                                                                        |
| Батут личное первенство                | Гао Лэй Китай                                                                       | Дмитрий Ушаков Россия                                                  | Дун Дун Китай                                                          |
| Батут синхронные прыжки                | Беларусь · Олег Рябцев · Владислав Гончаров                                         | Великобритания · Люк Стронг · Натан Бейли                              | Россия · Дмитрий Ушаков · Андрей Юдин                                  |
| Батут команды                          | Китай · Сяо Ту · Дун Дун · Гао Лэй · Сяо Цзиньюй                                    | Россия · Михаил Мельник · Сергей Азарян · Андрей Юдин · Дмитрий Ушаков | Япония · Киси Дайки · Сакаи Рясукэ · Мунэмото Гинга · Ито Масаки       |
| Двойной мини-трамп личное первенство   | Михаил Заломин Россия                                                               | Остин Найси США                                                        | Александр Одинцов Россия                                               |
| Двойной мини-трамп команды             | Россия · Михаил Заломин · Александр Одинцов · Василий Макарский · Андрей Гладеньков | США · Александр Ренкерт · Остин Найси · Иэтью Хоукинс · Картер Роадз   | Австралия · Джаррод Копье · Доминик Кларк · Джек Петри · Райан Хэтфилд |
| Акробатическая дорожка (личное пер-во) | Чжан Ку                                                                             | Андре Веш                                                              | Элиот Браун                                                            |
| Акробатическая дорожка (команда)       | Грег Тауни / Кристоф Виллертон / Элиот Браун / Мулхалл Калум                        | Чжан Ку / Мэн Вэньчао / Чжан Ло / Чжан Вэйвэй                          | Адам Маттиен / Андрес Веш / Расмус Сёренсен / Расмус Стеффансен        |
| Женщины                                |                                                                                     |                                                                        |                                                                        |
| Батут (личное пер-во)                  | Татьяна Петреня                                                                     | Аяно Киси                                                              | Софьяна Мето                                                           |
| Синхронные прыжки                      | Чжу Сюэин / Чжун Синпин                                                             | Такаги Юми / Мори Хикару                                               | Татьяна Петреня / Мария Махаринская                                    |
| Батут (команда)                        | Лу Линлин / Чжу Сюэин / Чжун Синпин / Жу Шоули                                      | Анна Горченок /Ангелина Хотян / Мария Махаринская / Татьяна Петреня    | Катерин Дрисколл / Лаура Галлахер / Изабель Сангуст                    |
| Двойной мини-трамп (личное пер-во)     | Бьянка Зоонекинд-Будлер                                                             | Полина Троянова                                                        | Лина Стройберг                                                         |
| Двойной мини-трамп (команда)           | Полина Троянова / Екатерина Жигалова / Алина Христенко / Дана Садкова               | Кристи Уэй / Фиби Уильямс / Бетана Уильямсон / Битти Ким               | Беатрис Пэн / Инес Мартинс / Мафалда Брас / Сара Соуза                 |
| Акробатическая дорожка (личное пер-во) | Цзя Фанфан                                                                          | Анна Коробейникова                                                     | Люси Колбек                                                            |
| Акробатическая дорожка (команда)       | Цзя Фанфан / Чэнь Линси / Хуан Цзинъи / Чэнь Лин                                    | Люси Колбек / Дженифер Дауэс / Ясмин Тайт / Эшли Лонг                  | Лориан Ламприм / Эмили Вамбот / Мари Делож / Ли Каллон                 |